# Promozione Trentino-Alto Adige 1979-1980
Nella stagione 1979-1980 la Promozione era sesto livello del calcio italiano (il massimo livello regionale). Qui vi sono le statistiche relative al campionato in Trentino-Alto Adige.
Il campionato è strutturato in vari gironi all'italiana su base regionale, gestiti dai Comitati Regionali di competenza. Promozioni alla categoria superiore e retrocessioni in quella inferiore non erano sempre omogenee; erano quantificate all'inizio del campionato dal Comitato Regionale secondo le direttive stabilite dalla Lega Nazionale Dilettanti, ma flessibili, in relazione al numero delle società retrocesse dal Campionato Interregionale e perciò, a seconda delle varie situazioni regionali, la fine del campionato poteva avere degli spareggi sia di promozione che di retrocessione.

## Squadre partecipanti
| Squadra                  | Città              |
| ------------------------ | ------------------ |
| U.S. Alense              | Ala (Italia) (TN)  |
| U.S. Anaune              | Cles (TN)          |
| S.S.V. Brunico / Bruneck | Brunico (BZ)       |
| U.S. Dolomitica          | Predazzo (TN)      |
| U.S. Gardolo             | Trento (TN)        |
| A.S. Laives / Leifers    | Laives (BZ)        |
| A.C. Merano              | Merano (BZ)        |
| U.S. Mori                | Mori (TN)          |
| U.S. Oltrisarco          | Bolzano (BZ)       |
| U.S. Passirio            | Merano (BZ)        |
| U.S. Rotaliana           | Mezzolombardo (TN) |
| U.S. Rovereto            | Rovereto (TN)      |
| U.S. Salorno / Salurn    | Salorno (BZ)       |
| U.S. Settaurense         | Storo (TN)         |
| U.S. Termeno / Tramin    | Termeno (BZ)       |
| A.S. Virtus Don Bosco    | Bolzano (BZ)       |

## Classifica finale
|  | Pos. | Squadra                   | Pt | G  | V  | N  | P  | GF | GS | DR  |
|  | ---- | ------------------------- | -- | -- | -- | -- | -- | -- | -- | --- |
|  | 1.   | Passirio                  | 46 | 30 | 20 | 6  | 4  | 48 | 19 | +29 |
|  | 2.   | Rovereto                  | 42 | 30 | 18 | 6  | 6  | 44 | 15 | +29 |
|  | 3.   | Termeno / Tramin          | 41 | 30 | 17 | 7  | 6  | 41 | 20 | +21 |
|  | 4.   | Mori                      | 37 | 30 | 14 | 9  | 7  | 33 | 32 | +1  |
|  | 5.   | Merano                    | 36 | 30 | 14 | 8  | 8  | 40 | 22 | +18 |
|  | 6.   | Alense                    | 31 | 30 | 11 | 9  | 10 | 32 | 33 | -1  |
|  | 7.   | Salorno / Salurn          | 29 | 30 | 10 | 9  | 11 | 28 | 33 | -5  |
|  | 8.   | Virtus Don Bosco          | 28 | 30 | 8  | 12 | 10 | 42 | 39 | +3  |
|  | 9.   | Oltrisarco                | 27 | 30 | 12 | 3  | 15 | 42 | 46 | -4  |
|  | 10.  | Settaurense               | 26 | 30 | 9  | 8  | 13 | 50 | 58 | -8  |
|  | 11.  | Rotaliana                 | 26 | 30 | 8  | 10 | 12 | 26 | 42 | -16 |
|  | 12.  | Anaune                    | 24 | 30 | 9  | 6  | 15 | 28 | 33 | -5  |
|  | 13.  | Dolomitica                | 24 | 30 | 7  | 10 | 13 | 30 | 38 | -8  |
|  | 14.  | Gardolo                   | 24 | 30 | 8  | 8  | 14 | 28 | 40 | -12 |
|  | 15.  | Laives / Leifers          | 22 | 30 | 6  | 10 | 14 | 19 | 29 | -10 |
|  | 16.  | Brunico / Bruneck Auswahl | 17 | 30 | 4  | 9  | 17 | 23 | 55 | -32 |

- Passirio rinuncia alla promozione.